# Neotheora chiloides
Neotheora chiloides – gatunek motyla z podrzędu Glossata, jedyny z rodziny Neotheoridae.
Gatunek ten opisany został w 1978 roku przez Nielsa Pedera Kristensena na podstawie pojedynczej samicy, którą odłowiono na światło w listopadzie 1927 roku. Lokalizacja typowa położona jest 30 mil na północny wschód od Cuyabá w brazylijskim stanie Mato Grosso. Holotyp pozostaje jedynym znanym okazem gatunku. Kristensen umieścił ten gatunek w monotypowym rodzaju i monotypowej rodzinie Neotheoridae. Klasyfikowana jest ona w nadrodzinie Hepialoidea, a jej pokrewieństwo z pozostałymi rodzinami pozostaje nieznane.
Motyl o głowie pokrytej wydłużonymi, włosowatymi lub rozszerzonymi wierzchołkowo, białawo-brązowymi łuskami. Ssawka tęga, nieco tylko od głowy dłuższa. Czułki o trzonku i nóżce gęsto pokrytych łuskami, a biczyku smukłymi mikrotrichiami. Głaszczki wargowe trójczłonowe, dwukrotnie dłuższe niż głowa. Łuski na przedtułowiu, śródtułowiu i tegulae podobne jak na głowie. Przednie skrzydła o rozpiętości 18 mm, z wierzchu jasnobrązowe, ciemniejące ku końcom. Skrzydła tylne po obu stronach i przednie pod spodem szarobrązowe.